# Mesa of Lost Women
Mesa of Lost Women este un film SF american din 1953 regizat de Herbert Tevos și Ron Ormond. În rolurile principale joacă actorii Jackie Coogan, Richard Travis, Allan Nixon și Mary Hill.

## Intriga
Filmul se deschide cu o scurtă scenă care servește ca introducere. Un om este mângâiat de mâinile feminine. Următoarea scena  include fața femeii, Tarantella (Tandra Quinn). Un scurt sarut între ea și barbatul prezent, se încheie cu căderea lui fără viață. O voce neascultată întreabă publicul "Ai fost vreodată sărutat de o fată ca aceasta?" [1] Narațiunea începe în mod corect într-un deșert. Un narator (Lyle Talbot) își bate joc de ego-ul suprasolicitat al omenirii, o rasa de bipeduri bizare, care pretinde ca detine planeta Pamant si orice lucru viu asupra ei. Cu toate acestea, ele sunt depășite de numeroasele insecte, iar Hexapodii vor supraviețui mai mult decât oamenii. [1] Naratorul afirmă apoi că atunci când bărbații sau femeile se aventurează de pe "calea civilizată bine bătută" și se ocupă de necunoscut, prețul supraviețuirii lor este pierderea sănătății lor. [1]
În timpul acestei narațiuni, filmul îi prezintă pe protagoniștii  Grant Phillips (Robert Knapp) și Doreen Culbertson (Paula Hill). Naratorul explică faptul că cei doi sunt pierduți în "deșertul mexican mare", "deșertul Muerto". [1] Sunt aproape morți de deshidratare și arsuri de la soare, când au fost descoperiți de un inspector american și de tovarășul său mexican. Aceste personaje sunt identificate ca Frank (John Martin) și Pepe (Chrispin Martin). [1] Cele două victime ale deșertului își recapătă simțurile în Spitalul Amer-Exico Field undeva în Mexic. Grant începe să-și povestească povestea lui Doc Tucker (Allan Nixon), președintelui Dan Mulcahey (Richard Travis) și lui Pepe.
Filmul revine la evenimentele care au avut loc cu un an mai devreme în Zarpa Mesa. Omul de stiinta Leland Masterson (Harmon Stevens) soseste, acceptand invitatia unui om de stiinta numit Dr. Aranya (Jackie Coogan). Aranya (nume derivat din araña spaniolă spaniolă) a prezentat tratate de "strălucite" tratate științifice, iar Masterson așteaptă cu nerăbdare să-l întâlnească personal. Masterson este cu adevărat intrigat de teoriile lui Aranya, dar gazda îi informează pe Masterson că munca sa nu este teoretică. El a încheiat deja experimente de succes, creând atât păianjeni de tarantula umană, cât și femei umane, cu abilitățile și instinctele păianjenilor. [1] Creația lui Tarantella are abilități regenerative, suficiente pentru a regrupa membrele separate. Se așteaptă serios să aibă o viață de câteva secole. [1] Experimentele sale au avut mai putine succese in oamenii de sex masculin, care pur si simplu se indreapta catre pitici desfigurati [1].

## Actori
- Jackie Coogan
- Allan Nixon
- Richard Travis
- Mary Hill
- Lyle Talbot - narator